# Брод (Закарпатская область)
Брод (укр. Брід) — село в Иршавской общине Хустского района Закарпатской области Украины.
Расположено в долине реки Иршавки (приток Боржавы), в 6 км от центра общины и железнодорожной станции Иршава.
Население по переписи 2001 года составляло 2384 человека. Почтовый индекс — 90115.
Занимает площадь 3,376 км². Код КОАТУУ — 2121981201.

## История
Первое письменное упоминание относится к 1264 году. Вблизи Брода были обнаружены курганы эпохи раннего железа (VI—IV вв. до н. э.).
Согласно переписи 1910 года, в селе проживало 1259 жителей, среди них 797 русинов, 365 венгров, 132 немца.

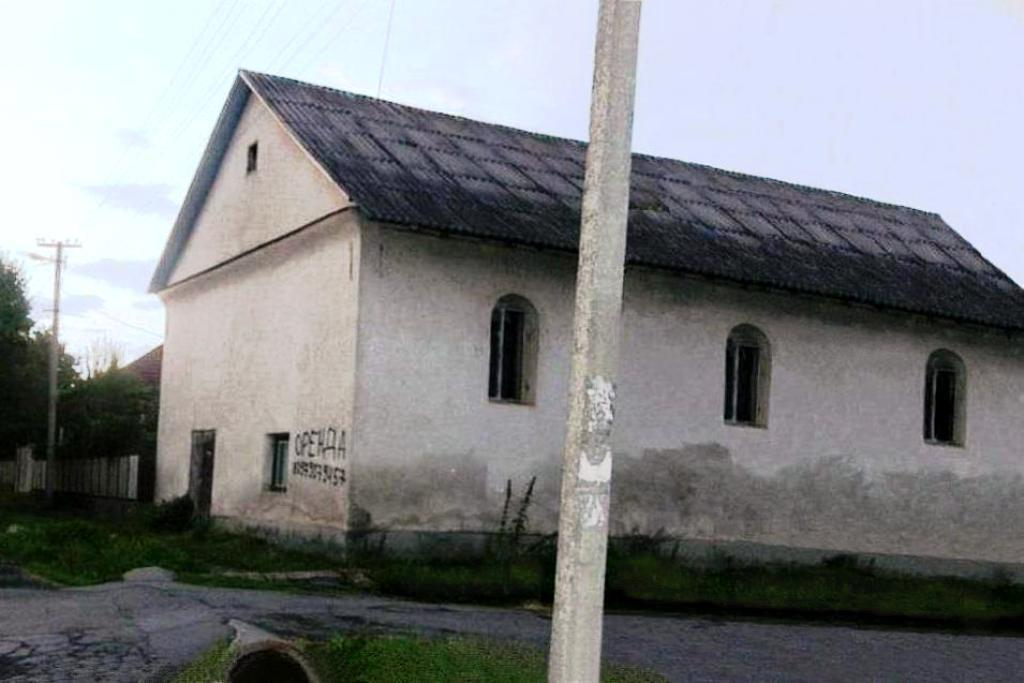
Бывшая синагога
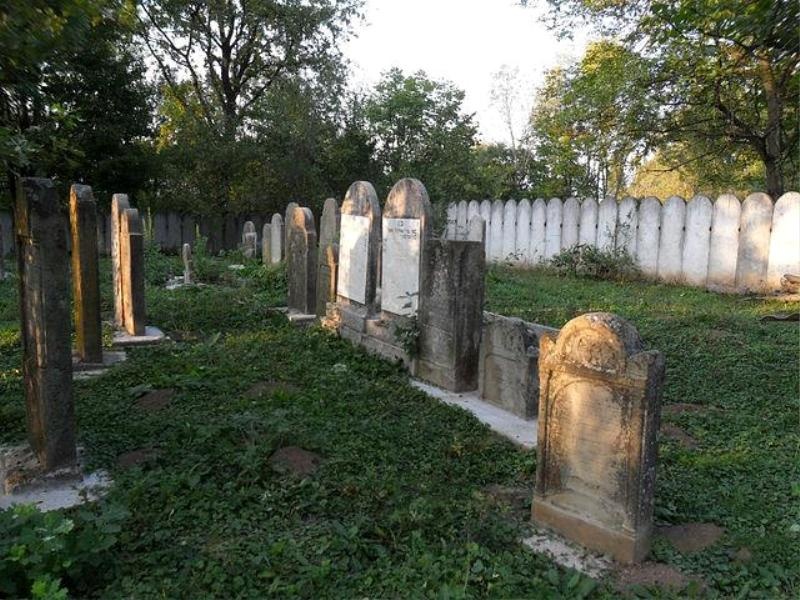
Еврейское кладбище

## Известные уроженцы
- Бокотей, Андрей Андреевич (род. 1938) — Народный художник Украины (2006). Ректор Львовской национальной академии искусств, профессор (1996). Действительный член (академик) Национальной академии искусств Украины (2000). Заслуженный деятель искусств УССР (1989). Лауреат Национальной премии Украины имени Тараса Шевченко (2002).